# Enzgau
El Enzgau fou una regió històrica d'administració comtal de l'època medieval a Württemberg, Alemanya, que s'anomenava així pel riu Enz. El lloc principal era Vaihingen an der Enz.
Els comtes a l'Enzgau foren: 
- Otó de Worms (o Otó de Caríntia), + 4 de novembre de 1004, el 956 comte al Nahegau, al Speyergau, Wormsgau, Elsenzgau, Kraichgau, Enzgau, Pfinzgau i Ufgau, dues vegades duc de Caríntia vers 978-983 i 995-1002, candidat al tron a l'elecció reial de 1002 i fundadors de St. Lambrecht al Speyerbach.

L'Enzgau fou l'embrió del Comtat de Vaihingen, que fou després domini de la casa de Württemberg el 1360.